# Fabian Abraham von Braxein
Fabian Abraham von Braxein (* 29. Juli 1722 in Banners bei Liebstadt i. Ostpr., Kreis Mohrungen; † 12. März 1798 in Tharau, Kreis Preußisch Eylau) war ein preußischer Staats- sowie Kriegsminister und Mitglied der Königlich-Preußischen Regierung.

## Leben

### Herkunft
Fabian Abraham von Braxein war der Sohn des preußischen Capitains Friedrich Wilhelm von Braxein (1687–1751) auf Banners und der Euphrosine Beate von der Groeben († 1754), eine Tochter des polnischen Majors Johann Friedrich von der Groeben auf Karschau und Nichte des Otto Friedrich von der Groeben.

### Werdegang
Braxein wurde im April 1763 zum Etats- und Kriegsminister sowie zum Präsidenten des Pupillenkollegiums in Königsberg i. Pr. ernannt. Darüber hinaus war er seit Juli 1763 auch Präsident des Königsberger Tribunals. Er war unter anderem Erbherr der Rittergüter Tharau und Wernsdorf. Braxein besaß mit über 10.000 Bänden eine der größten Privatbibliotheken in Ostpreußen, die er von seinem Onkel Wilhelm Ludwig von der Groeben erbte. Auf seinen Tharauschen Gütern gründete er durch Trockenlegung und Rodung sieben neue Vorwerke, darunter Braxeinswalde und Braxeinshof. 1790 hob er in Tharau als erster ostpreußischer Gutsbesitzer die Erbuntertänigkeit seiner Bauern auf.

### Familie
Von Braxein heiratete am 27. Mai 1755 Albertine Louise von Kreytzen (1736–1817), Tochter des Achatz Ernst von Kreytzen auf Silginnen und der Maria Barbara Reichsgräfin Finck von Finckenstein. Das Paar hatte folgende Kinder:
- Ludovica Beata Albertina Sophia (1756–1757)
- Catharina Albertina Charlotta (* 1757)
- Hans Ludwig Friedrich Ernst (1758–1762)